# Protection (chanson)
Pour les articles homonymes, voir Protection.
Cet article concerne la chanson. Pour l'album, voir Protection (album).
Singles de Massive Attack
Sly (en)
(1994) Karmacoma
(1995)
Protection est une chanson de Massive Attack et de Tracey Thorn présente sur l'album Protection (1994). Tracey Thorn est la chanteuse d'Everything but the Girl.
La chanson contient un sample de The Payback (en) (1974) de James Brown. Le clip est réalisé par Michel Gondry.
La chanson a atteint la 14e place de l'UK Singles Chart.